# Get Out of My Yard
Get Out of My Yard es el octavo álbum de estudio como solista publicado por el exguitarrista de Racer X y Mr. Big, Paul Gilbert, lanzado al mercado el 27 de julio de 2006. Se trata de un álbum instrumental donde solamente se escuchan las palabras "Get Out of My Yard" en algunas partes del disco.

## Lista de canciones
Todas las canciones escritas por Paul Gilbert, excepto donde se indique:

| N.º | Título                                | Duración |  |
| 1.  | «Get Out of My Yard»                  | 1:38     |  |
| 2.  | «Hurry Up»                            | 5:11     |  |
| 3.  | «The Curse of Castle Dragon»          | 3:51     |  |
| 4.  | «Radiator»                            | 4:51     |  |
| 5.  | «Straight Through the Telephone Pole» | 4:01     |  |
| 6.  | «Marine Layer»                        | 2:57     |  |
| 7.  | «Twelve Twelve»                       | 4:03     |  |
| 8.  | «Rusty Old Boat»                      | 4:04     |  |
| 9.  | «The Echo Song»                       | 5:08     |  |
| 10. | «Full Tank»                           | 5:19     |  |
| 11. | «My Teeth Are a Drumset»              | 3:38     |  |
| 12. | «Symphony No. 88 Finale»              | 3:37     |  |
| 13. | «Three E's for Edward»                | 2:19     |  |
| 14. | «You Kids»                            | 3:27     |  |
| 15. | «Hurry Up (Studio Live Version)»      | 5:23     |  |

## Créditos
- Paul Gilbert - Guitarras, bajo
- Mike Szuter - Bajo
- Jeff Bowders - Batería
- Emi Gilbert - Teclados